# Петровські (Минківські, Минковичі-Петровські)
Петровські (Минківські, Минковичі-Петровські) — козацько-старшинський, згодом — дворянський рід, що походить від Івана Кучевича-Минківського, полковника паволоцького (1651), який підписав Білоцерківський договір 1651. Його сини — Давид, Петро та Семен — оселилися в Гетьманщині. Внук родозасновника, Степан Петрович (р. н. невід. — п. 1697), лубенський полковий осавул (1671) і городиський сотник (1687), першим почав писатися Петровським чи Минковичем-Петровським. Значні посади обіймали його нащадки: Андрій Степанович (р. н. невід. — п. бл. 1735) — городиський сотник (1694—1700) і лубенський полковий осавул (1700–17), Пилип Андрійович (р. н. невід. — п. до 1785) — городиський сотник (1740–63) і лубенський полковий обозний (1763–66), Максим Пилипович (бл. 1730 — до 1803) — городиський сотник (1763–66). До цього роду належав також Олександр Андрійович (бл. 1819 — бл. 1880), генерал-майор у відставці (1863), учасник Кримської війни 1853—1856.
Рід внесений до 2-ї та 3-ї частин Родовідної книги Полтавської губернії.
Існують також однойменні роди зовсім ін. походження. Один з них походить від Луки (Лукаша) Петровського, переяславського полкового писаря (1692, 1696—1706), другий — від Івана Петровського (р. н. невід. — п. до 1784), полкового писаря 3-го компанійського полку (1774) і полкового обозного 2-го компанійського полку (1774). Інші роди — більш пізнього походження.